# Saint-Denoeux
Saint-Denoeux är en kommun i departementet Pas-de-Calais i regionen Hauts-de-France i norra Frankrike. Kommunen ligger i kantonen Campagne-lès-Hesdin som tillhör arrondissementet Montreuil. År 2022 hade Saint-Denoeux 171 invånare.

## Befolkningsutveckling
Antalet invånare i kommunen Saint-Denoeux
| Referens: INSEE |